# Encyrtoscelio turneri
Encyrtoscelio turneri är en stekelart som beskrevs av James Waterston 1927. Encyrtoscelio turneri ingår i släktet Encyrtoscelio och familjen Scelionidae. Inga underarter finns listade i Catalogue of Life.